# Трясучка
Трясу́чка, або трясу́нка (Briza L.) — рід одно- і багаторічних зіллястих рослин родини злакових. Рід має північноафриканське та євразійське поширення й містить 5 видів.

## Поширення
Близько 20 видів, поширених в Європі, Північній Африці й Південній Америці. В Україні — 2, з них більше поширена трясучка середня (Briza media L.), росте на луках, узліссях, лісових галявинах, її добре їсть худоба, інший вид — трясучка низька (Briza humilis Bieb.).

## Види
- Briza ambigua Hack.
- Briza brachychaete Ekman
- Briza brasiliensis (Nees) Ekman
- Briza brizoides (Lam.) Kuntze
- Briza calotheca (Trin.) Hack.
- Briza erecta Lam.
- Briza humilis M.Bieb.
- Briza itatiaiae Ekman
- Briza juergensii Hack.
- Briza lamarckiana Nees
- Briza marcowiczii Woronow
- Briza maxima L.
- Briza media L.
- Briza minor L.
- Briza monandra (Hack.) Pilg.
- Briza paleapilifera Parodi
- Briza parodiana Roseng., B.R.Arrill. & Izag.
- Briza poimorpha (C.Presl) Henrard
- Briza rufa (J.Presl) Steud.
- Briza scabra (Nees ex Steud.) Ekman
- Briza subaristata Lam.
- Briza uniolae (Nees) Steud.